# Wilhelm Braun (Landrat)
Heinrich Wilhelm Braun (* 30. Dezember 1887 in Wetter (Hessen); † 13. März 1942 in Kassel) war ein deutscher Jurist und Landrat.

## Leben
Wilhelm Braun wurde als Sohn der Eheleute Hermann Braun und der Martha Braun geb. Stolzenbach geboren.
Nach dem Abitur absolvierte er ein Studium der Rechtswissenschaften und trat 1920 in die Reichsfinanzverwaltung ein, wo er bei den Finanzämtern in Kassel und Hofgeismar eingesetzt war.
In Hofgeismar wurde er Leiter der Behörde und Regierungsrat.
Zum 1. Juli 1930 trat er in die NSDAP ein und wurde am 3. Mai 1933 zum Kreisdeputierten des Kreises Hofgeismar gewählt. In dieser Funktion war er der Vertreter des Landrats. Nachdem er am 1. Juni 1933 zunächst mit der kommissarischen Verwaltung des Landratsamtes Hofgeismar beauftragt wurde, kam er am 3. Januar 1934 definitiv in das Amt des Landrats. 
Im Mai 1934 wurde er mit der nebenamtlichen Wahrnehmung der Geschäfte des Vorsitzenden der Landesversicherungsanstalt Kassel beauftragt und im Jahr darauf zum Vorsitzenden ernannt. Gleichzeitig wurde er aus dem preußischen Staatsdienst entlassen.